# Montagnac (Gard)
Montagnac ist eine französische Gemeinde mit 233 Einwohnern (Stand: 1. Januar 2022) im Département Gard in der Region Okzitanien. Sie gehört zum Arrondissement Nîmes und zum Kanton Quissac. Die Einwohner werden Montagnacois genannt.

## Geografie
Montagnac liegt 20 Kilometer nordwestlich von Nîmes. Umgeben wird Montagnac von den Nachbargemeinden Mauressargues im Norden, Saint-Geniès-de-Malgoirès im Nordosten, Montignargues im Osten, Saint-Bauzély im Südosten, Fons im Südosten und Süden, Moulézan im Südwesten und Westen sowie Aigremont im Nordwesten.

## Bevölkerungsentwicklung
| Jahr                       | 1962 | 1968 | 1975 | 1982 | 1990 | 1999 | 2006 | 2020 |
| -------------------------- | ---- | ---- | ---- | ---- | ---- | ---- | ---- | ---- |
| Einwohner                  | 82   | 72   | 76   | 89   | 99   | 136  | 146  | 196  |
| Quellen: Cassini und INSEE |      |      |      |      |      |      |      |      |

## Sehenswürdigkeiten
- Kirche Saint-Martin
- römischer Steinbruch

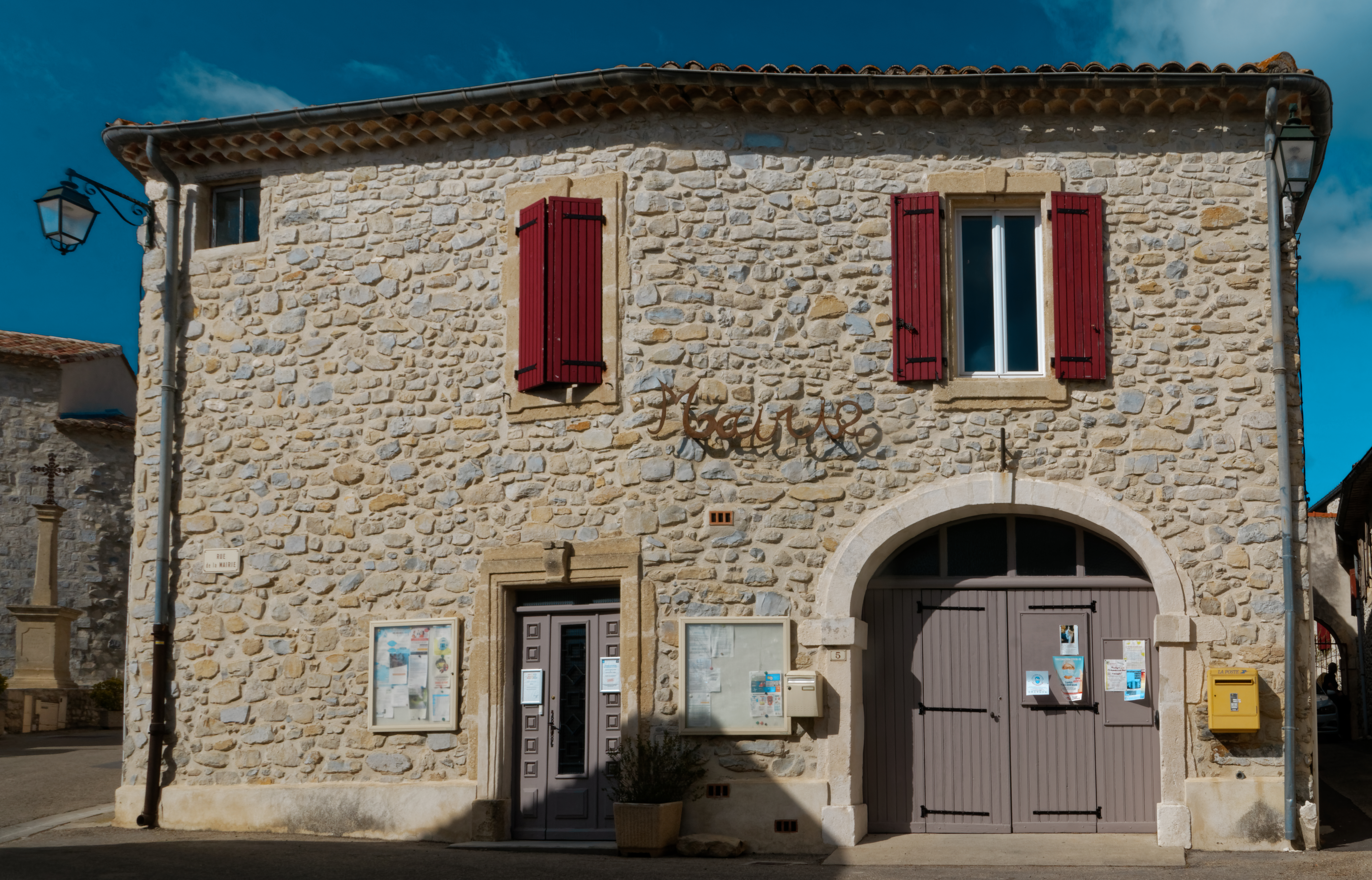
Rathaus Montagnac
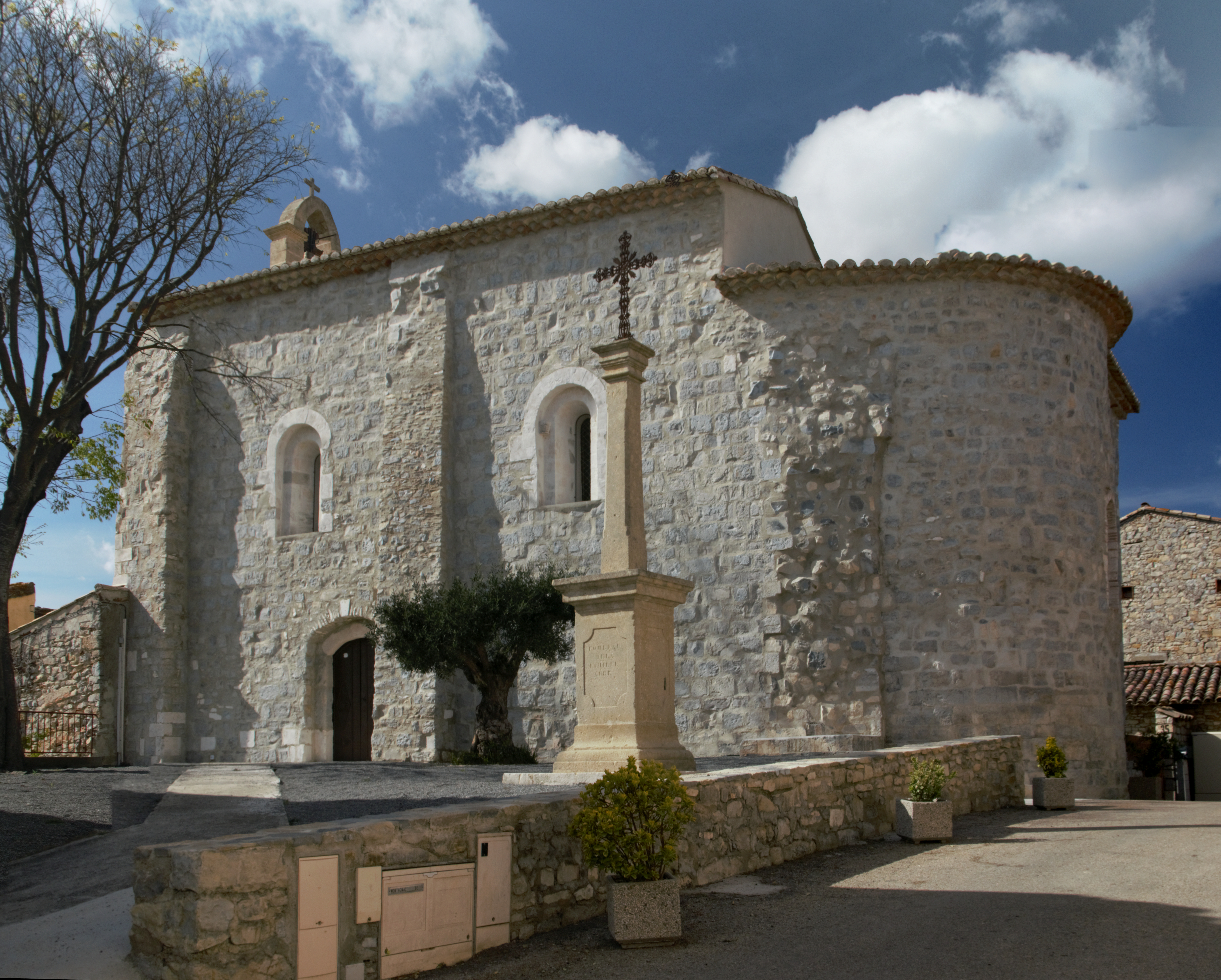
Kirche Saint-Martin